# Маямівілл (Огайо)
Маямівілл (англ. Miamiville) — переписна місцевість (CDP) в США, в окрузі Клермонт штату Огайо. Населення — 205 осіб (2020).

## Географія
Маямівілл розташований за координатами 39°12′44″ пн. ш. 84°18′1″ зх. д. / 39.21222° пн. ш. 84.30028° зх. д. (39.212099, -84.300334).  За даними Бюро перепису населення США в 2010 році переписна місцевість мала площу 0,95 км², з яких 0,88 км² — суходіл та 0,08 км² — водойми.

## Демографія
Згідно з переписом 2010 року, у переписній місцевості мешкали 242 особи в 96 домогосподарствах у складі 67 родин. Густота населення становила 254 особи/км².  Було 107 помешкань (112/км²).
Расовий склад населення:
| - 95,5 % — білих - 0,8 % — корінних американців - 0,4 % — вихідців з тихоокеанських островів - 0,4 % — азіатів - 1,2 % — осіб інших рас |

До двох чи більше рас належало 1,7 %. Частка іспаномовних становила 0,8 % від усіх жителів.
За віковим діапазоном населення розподілялося таким чином: 21,5 % — особи молодші 18 років, 64,5 % — особи у віці 18—64 років, 14,0 % — особи у віці 65 років та старші. Медіана віку мешканця становила 42,5 року. На 100 осіб жіночої статі у переписній місцевості припадало 112,3 чоловіків;  на 100 жінок у віці від 18 років та старших — 108,8 чоловіків також старших 18 років.
Цивільне працевлаштоване населення становило 43 особи. Основні галузі зайнятості: публічна адміністрація — 30,2 %, науковці, спеціалісти, менеджери — 23,3 %, роздрібна торгівля — 16,3 %.